# Dysauxes semidiaphana
Dysauxes semidiaphana är en fjärilsart som beskrevs av Otto Staudinger 1917. Dysauxes semidiaphana ingår i släktet Dysauxes och familjen björnspinnare. Inga underarter finns listade i Catalogue of Life.